# 高氯酸甲酯
高氯酸甲酯是一种有机化合物，化學式為CH3ClO4，與其他的高氯酸酯一样，具有極高的反应性。它是一种有毒的烷化剂，與蒸气混合後吸入人體会导致死亡。它可由高氯酸银的苯溶液与碘甲烷反应得到。